# Gyrus ambiens
De gyrus ambiens of omgaande winding is een hersenwinding van de grote hersenen. Deze hersenwinding ligt tegen de uncus aan en is gedeeltelijk omringd door de gyrus semilunaris.